# Stifado

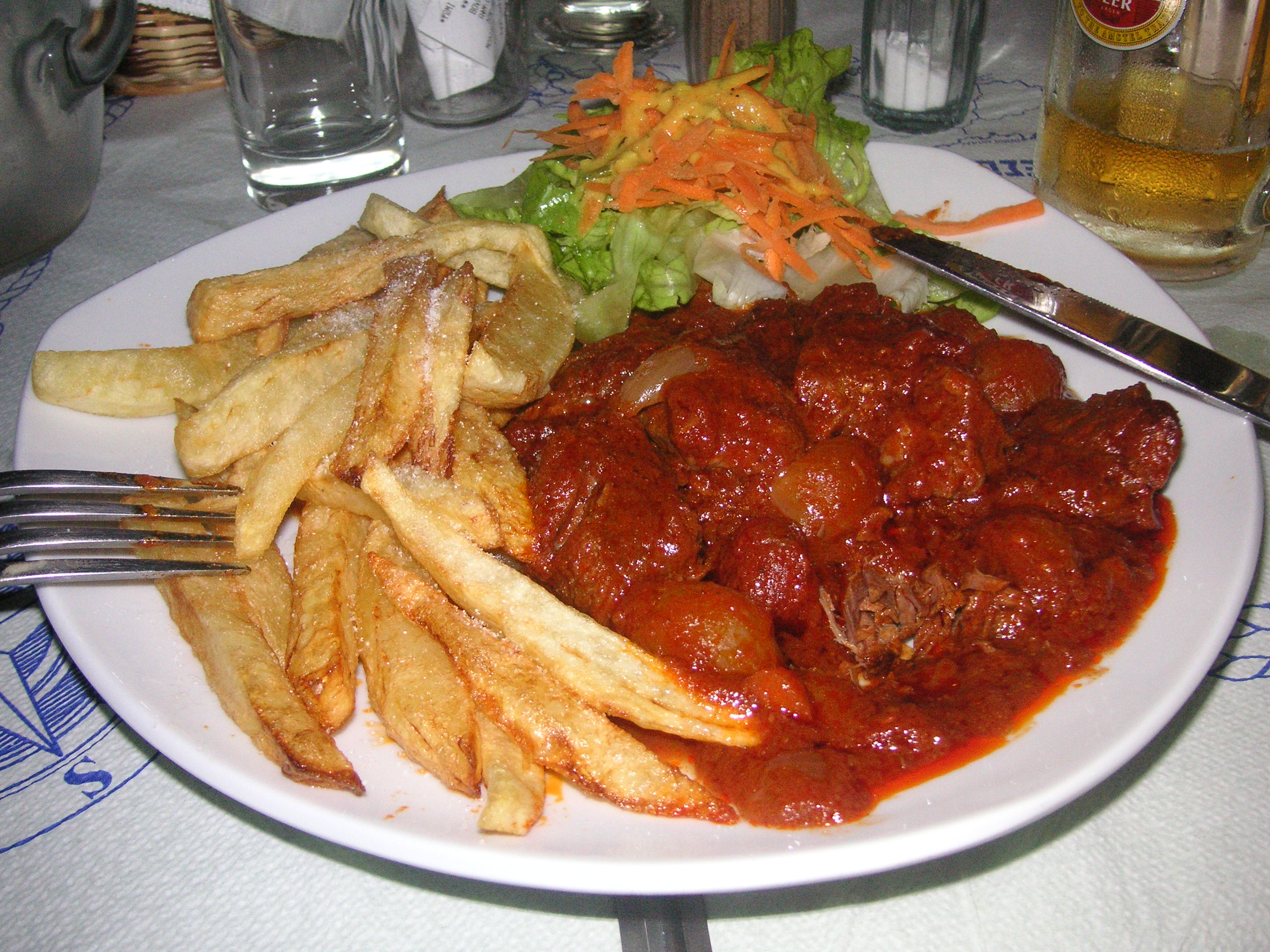
Stifado

Stifado (Grieks: στιφάδο) is een Grieks stoof- en eenpansgerecht dat bestaat uit rundvlees of konijn, uien, tomaten, olijfolie, kruiden en een zware, zoete rode wijn zoals Mavrodafni. Het gerecht wordt geserveerd met rijst of gebakken aardappelen. In stifado worden kleine uien verwerkt die in Griekenland voor de stifado als zodanig worden verkocht.